# 1052 Belgica
Belgica (asteroide 1052) é um asteroide da cintura principal, a 1,9137727 UA. Possui uma excentricidade de 0,1440351 e um período orbital de 1 221,08 dias (3,35 anos).
Belgica tem uma velocidade orbital média de 19,91936815 km/s e uma inclinação de 4,69483º.
Este asteroide foi descoberto em 15 de Novembro de 1925 por Eugène Delporte.